# Abu Saiba
Abu Saiba (arabo: أبو صيبع) è un villaggio nel nord del Bahrain, abitato in maggioranza da sciiti.